# 이건태 (권투 선수)
이건태(李健太, 1996년 3월 9일~)는 대한민국의 권투 선수이다. 일본 태생의 재일 한국인 4세이다. 오사까조선고급학교 재학 시절 고교 6관왕, 일본 기록으로 남은 공식전 62연승을 기록했으며, 니혼 대학을 거쳐 2019년 2월에 프로로 데뷔했다.